# 斯蒂芬·格林布拉特
斯蒂芬·格林布拉特（英語：Stephen Jay Greenblatt，1943年11月7日—），美国莎士比亚学家、文学历史学家和作家。自2000年以来，他一直在哈佛大学担任约翰·科根人文学教授。格林布拉特是《诺顿莎士比亚》（2015年）的总编辑，也是《诺顿英国文学选集》的总编辑兼撰稿人。